# Kasteel Carondelet
Het kasteel Carondelet of kasteel van Crupet (Frans: château de Crupet, château des Carondelet) is een laaglandkasteel in het dorp Crupet, een deelgemeente van Assesse in de Belgische provincie Namen.

## Geschiedenis
Volgens sommige auteurs gaat de oorsprong van het kasteel terug tot de 11e of 12e eeuw, maar de eerste helft van de 13e eeuw is waarschijnlijker als men op de architectuur mag afgaan. De heerlijkheid Crupet wordt vanaf 1278 vermeld in de bronnen, terwijl de eerste vermelding van een gebouw (mannoir de Cripeit) uit 1304 dateert.
Oorspronkelijk bevond zich op deze plaats niets anders dan een machtige donjon omringd door een diepe slotgracht, die toebehoorde aan de graaf van Luxemburg. Hier werden al snel andere gebouwen aan toegevoegd.

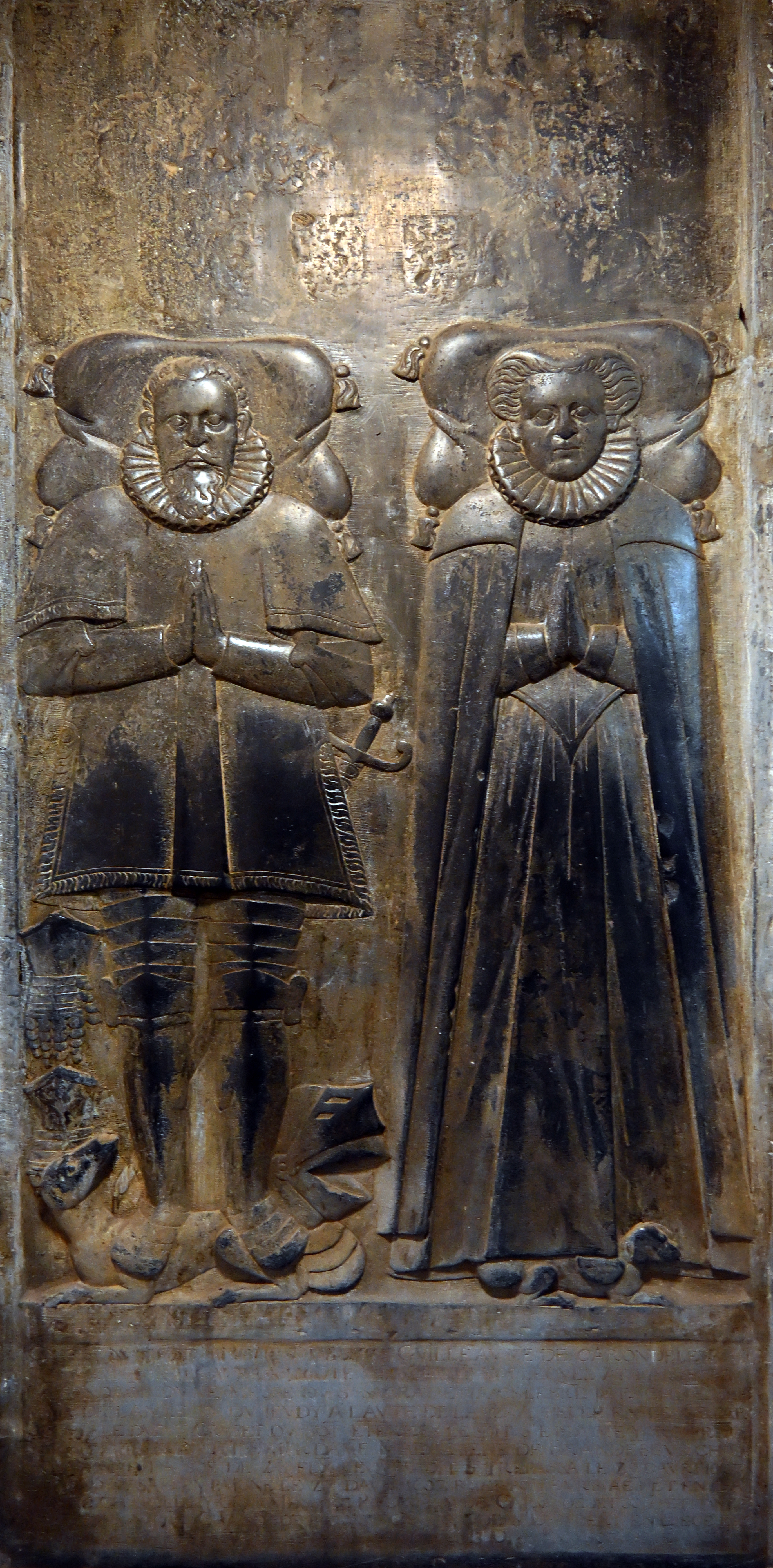
Gisant van Willem, heer van Carondolet, in de kerk van Crupet.

In de 14e eeuw werd het versterkte domein overgedragen aan de prins-bisschop van Luik. In 1549 werd het eigendom van de familie Carondelet, die een uitspringende verdieping toevoegde met een piramidevormig dak. Vervolgens trok ze gebouwen op die het nederhof zouden vormen en vormde de plaats om tot een kasteelhoeve.
In 1629 of 1667 volgens de bronnen, ging het eigendom over op het huis Merode. Door erfenis en door huwelijk, valt het eigendom vervolgens toe aan de graaf van Thiennes en dan aan de markgraaf van La Boëssière.
Het kasteel was steeds in adellijke handen, tot het in 1925 werd gekocht door architect Adrien Blomme. Deze Brusselse architect met enkele art-decogebouwen op zijn naam, restaureerde het kasteel en paste het enigszins aan aan 20e-eeuws wooncomfort. Tot voor kort werd het kasteel ook door Blommes nazaten bewoond. Sinds kort is het kasteel in het bezit van een Nederlandse familie uit 's-Hertogenbosch.
Er bevindt zich een horecagelegenheid op het terrein en er was een – inmiddels gesloten – beroemde forellenkwekerij naast het donjon.